# Ing. Ernst-August Dreyer
Die Ing. Ernst-August Dreyer KG in Hannover war ein im 19. Jahrhundert gegründetes Anhänger-, Karosserie- und Fahrzeugbau-Unternehmen, das mehr als 100 Jahre als inhabergeführtes Familienunternehmen betrieben wurde.

## Geschichte

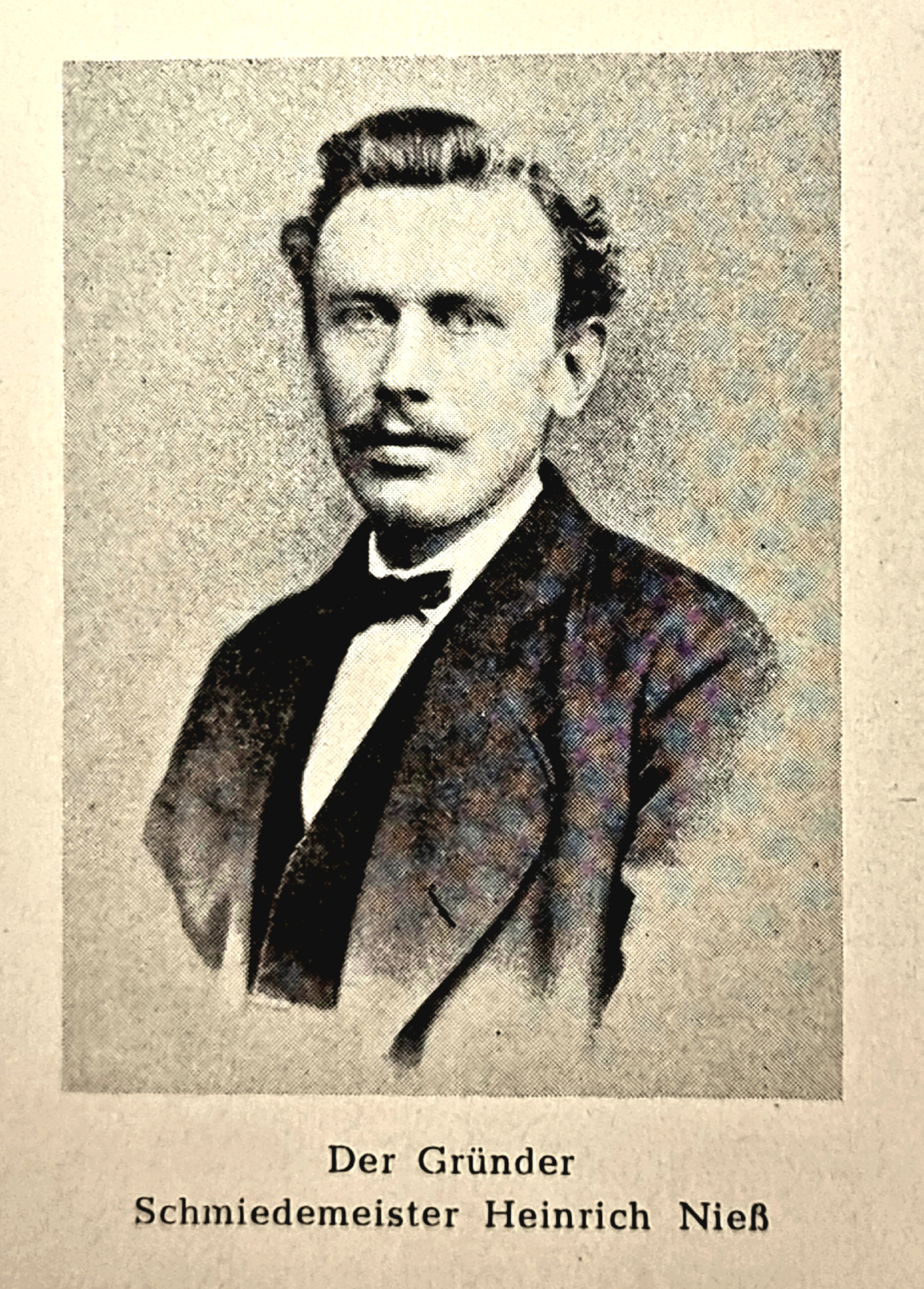
Der Schmiedemeister Heinrich Nieß gründete am 1. April 1876 das hannoversche Familienunternehmen;
punktgerasterter Abdruck einer Fotografie aus dem 19. Jahrhundert

Der Betrieb wurde am 1. April 1876 von dem Schmiedemeister Heinrich Nieß (gestorben 1905) eröffnet, der seine Schmiede anfangs in der Osterstraße unterhielt. Dort beschäftigte er bald bis zu zehn Gesellen, die regelmäßig die Hufe der rund 350 von der Stammkundschaft zugeführten Pferde beschlugen. Ein weiterer Zweig war der Wagenbau, der anfangs noch ausschließlich Pferdezugwagen zur Beförderung von Gütern aller Art produzierte, bald aber auch Kutschen bis hin zur Luxusausführung.
Nach der Verlegung des Betriebes auf ein eigenes Grundstück an der Hildesheimer Straße und dem Tod des Firmengründers im Jahr 1905 übernahm dessen Schwiegersohn August Dreyer (gestorben 28. Januar 1935) die Werkstatt, die er 1913 auf das hierfür erworbene Grundstück an der Schlägerstraße 28 verlegte.
1928 oder 1935 übernahm in dritter Generation der Schmiedemeister Heinrich Dreyer das väterliche Unternehmen, das er der Anfang des 20. Jahrhunderts eingesetzten Umwälzung des Verkehrswesens durch Kraftfahrzeuge anpasste, indem er den Betrieb neben dem Bau von Anhängern insbesondere auf den Bau von Lastfahrzeugen umstellte.
Anfang der 1950er Jahre fertigte das Unternehmen Heinrich Dreyer vor allem Fahrzeuge für die Landwirtschaft, Schwerlastanhänger, hydraulische Kippanhänger sowie motorhydraulische Kippaufbauten auf LKWs. Daneben war der Inhaber Obermeister der Schmiede- und Fahrzeugbau-Innung in der Landeshauptstadt Hannover.
1960 übernahm der Urenkel des Firmengründers, der Ingenieur und Schmiedemeister Ernst-August Dreyer (5. Juni 1935–11. Mai 2016), das Unternehmen. Er erwarb 1965 den in der Großen Düwelstraße ansässigen Karosseriebau-Betrieb von Richard Giehler und führte beide Standorte nun gemeinsam mit seiner Ehefrau Monika. Der vom Vater übernommene Betrieb wurde 1970 von der Schlägerstraße in die Tiestestraße verlegt. Wenige Jahre später konnte in der nunmehr als Kommanditgesellschaft geführten Ing. Ernst-August Dreyer KG 1976 das 100-jährige Firmenjubiläum begangen werden.
Die beim Amtsgericht Hannover im Handelsregister mit der Nummer HRA 22123 eingetragene Firma wechselte Anfang 2014 ihre Gesellschafter; persönlich haftender Gesellschafter wurde Ernst-August Dreyer, Komplementär die Dreyer Verwaltung UG. Nach dem Tod von Ernst-August Dreyer wurde die Firma 2019 gelöscht.